# FIFA 12
FIFA 12 (FIFA Soccer 12 nel Nordamerica) è un videogioco di calcio sviluppato e pubblicato da Electronic Arts, distribuito in Europa a partire dal 29 settembre 2011. Il gioco è disponibile per PlayStation 3, Xbox 360, PC, Wii, PSP, PlayStation 2, telefono cellulare, iPhone, iPad, Android e per la prima volta per Nintendo 3DS, PlayStation Vita e Mac. È il 19º titolo della serie FIFA, il primo ad essere pubblicato in arabo. Il 22 giugno 2011 EA Sports ha annunciato che FIFA 12 per PC è completamente identico, se non superiore a livello grafico, alle versioni PS3 e Xbox 360, con tutte le caratteristiche, novità e modalità presenti su console. Lo slogan del gioco è "Love Football, Play Football".

## Nuove caratteristiche
Rispetto ai capitoli precedenti EA ha annunciato cambiamenti in modo tale da eliminare varie imperfezioni e bug dei capitoli precedenti. I cambiamenti sostanziali sono i seguenti:
- Presentazione più accurata degli ingressi in campo;
- Pubblico più partecipe ed accurato che varia con l'importanza della partita;
- Diversa angolatura del campo da gioco, resa più simile alle riprese TV;
- Nuova interfaccia del menù di gioco che lo rende più intuitivo e funzionale, inoltre sarà più dinamico in quanto animato dal giocatore selezionato nell'arena di pratica;
- EA Sport Football Club: Una nuova modalità on-line, in grado di raccogliere e condividere tutte le statistiche, i risultati, gli highlights. Partecipando ad EA Sport Football Club si contribuirà con le proprie prestazioni ad una sorta di campionato mondiale tra i vari club con tanto di promozioni e retrocessioni;
- Tactical Defending: Un rivoluzionario metodo difensivo che darà la sensazione di massimo realismo nei contrasti e nell'organizzazione del reparto difensivo[7];
- Un nuovo tipo di dribbling sarà utilizzabile usando il tasto LB su Xbox 360 oppure L1 su PS2 e PS3;
- Maggior possibilità di avere palla al piede in fase offensiva e poter ragionare sul da farsi;
- Player Impact Engine: Miglioramento degli scontri fisici tra i calciatori;
- Miglioramento degli infortuni che saranno più vari e più reali dei precedenti capitoli, inoltre il gioco analizzerà la parte lesa del calciatore impedendogli di sfruttare a pieno quella zona. Durante la carriera se i nostri giocatori sono reduci da lunghi stop, indosseranno protezioni sulla parte lesa; forzare il recupero di un giocatore comporterebbe il rischio di una ricaduta, inoltre se un determinato giocatore è sottoposto ad una serie di sforzi continui poiché non gli viene concesso mai un turno di riposo, questo può subire strappi muscolari durante la corsa;
- Nuove licenze, tra cui quella del nuovo stadio della Juventus, dello stadio del Manchester City e per la prima volta di tutta la Serie A;
- Nuove opzioni di contrattazione nella modalità carriera;
- Nuovi highlights a fine partita più spettacolari;
- Arbitraggio più puntuale e preciso grazie al nuovo Player Impact engine;
- Pro Intelligence Player: Miglioramento dell'IA constatata dal fatto che i giocatori liberi, cioè non controllati dall'utente in fase di possesso, saranno meno propensi al fuorigioco, inoltre giocando una partita contro il CPU, esso analizzerà la situazione tattica e il tipo di gioco da adottare come ad esempio crossare con una punta di stazza al centro dell'area oppure cercare le vie esterne con un attaccante di minor peso[8][9]. I giocatori ora reagiranno alle abilità degli altri giocatori con azioni più appropriate. I difensori presteranno più attenzione a giocatori come Lionel Messi o Peter Crouch, e così faranno anche i tuoi stessi compagni di squadra. I giocatori avranno una maggiore consapevolezza dei punti di forza e di debolezza dei giocatori della squadra avversaria e di quelli della propria squadra, e approfitteranno di tali situazioni;[10]
- Miglioramento della grafica in generale, nuove illuminazioni e nuovi volti.

## Patch
- Il 10 novembre 2011 è uscita la prima patch che riguarda diverse migliorie alla modalità Carriera, la diminuzione dell'abilità della CPU in Pro Clubs e ulteriori miglioramenti e fix alla modalità Ultimate Team;
- Il 23 febbraio 2012 è uscita la seconda patch che riguarda l'aggiornamento delle rose delle squadre dopo la sessione invernale di calciomercato. Inoltre sono stati modificati i valori delle squadre e dei giocatori;
- Il 14 marzo 2012 è uscita la terza patch dedicata al multiplayer ed altri aspetti minori;
- Il 24 aprile 2012 è uscita una quarta patch dedicata all'introduzione del DLC UEFA Euro 2012.

## Copertine
- In Australia: Wayne Rooney, Tim Cahill e Kaká;
- In Germania: Lukas Podolski e Mats Hummels;
- In Francia: Wayne Rooney, Karim Benzema e Philippe Mexès;
- In Italia: Wayne Rooney, Giampaolo Pazzini e Philippe Mexès;
- In Russia: Vasilij Berezuckij e Kaká;
- in Scandinavia, Regno Unito, Medio Oriente e in Irlanda: Wayne Rooney e Jack Wilshere;
- In Spagna: Gerard Piqué e Xabi Alonso;
- In Svizzera: Valentin Stocker e Mats Hummels;
- Negli Stati Uniti: Wayne Rooney, Landon Donovan e Rafael Márquez;
- In Ungheria: Balázs Dzsudzsák;
- In Giappone: Makoto Hasebe e Keisuke Honda.

## Telecronisti
Anche in FIFA 12, come per i precedenti 5 capitoli della serie, i commenti delle partite in italiano sono stati affidati ai telecronisti di Sky, Fabio Caressa e Giuseppe Bergomi.
- In italiano: Fabio Caressa e Giuseppe Bergomi;
- In inglese: Alan Smith e Martin Tyler;
- In arabo: Issam Chaouali e Abdullah Mubarak Al-Harbi;
- In tedesco: Manfred Breuckmann e Frank Buschmann;
- In francese: Hervé Mathoux e Franck Sauzée;
- In spagnolo: Paco González e Manolo Lama;
- In olandese: Evert ten Napel e Youri Mulder;
- In portoghese: David Carvalho e Hélder Conduto;
- In ungherese: Richard Faragó e István B. Hajdú;
- In russo: Vasiliy Utkin e Vasiliy Solovjov;
- In svedese: Glenn Hysén e Henrik Strömblad;
- In ceco: Jaromír Bosák e Petr Svěcený;
- In polacco: Włodzimierz Szaranowicz e Dariusz Szpakowski;
- In spagnolo messicano: Enrique Bermúdez e Ricardo Peláez;
- In portoghese brasiliano: Nivaldo Prieto e Paulo Vinícius Coelho.

## Campionati
FIFA 12 include 29 campionati, 2 in meno di FIFA 11, ovvero la Gambrinus Liga e la Süper Lig.
- A-League
- Bundesliga
- Jupiler League
- Série A
- K-League
- Superliga
- Ligue 1
- Ligue 2
- Bundesliga
- 2. Bundesliga
- Premier League
- Championship
- League 1
- League 2
- Irish League
- Serie A
- Serie B[11]
- Primera División
- Tippeligaen
- Eredivisie
- Ekstraklasa
- Primeira Liga
- Prem'er-Liga
- Scottish Premier League
- Liga BBVA
- Liga Adelante
- Major League Soccer
- Allsvenskan
- Super League

### Resto del mondo
I club presenti nella sezione Resto del mondo sono:
- AEK Atene
- Boca Juniors
- Kaizer Chiefs
- Olympiacos
- Orlando Pirates
- Panathīnaïkos
- PAOK
- River Plate
- Galatasaray
- Racing Club de Avellaneda (Nuovo)
- Classic XI (una squadra formata da campioni del passato)
- World XI (una squadra formata da campioni del presente)

## Stadi

### Stadi ufficiali
Sono 25 gli stadi ufficiali presenti in FIFA 12, 3 in più di FIFA 11 (BC Place Stadium, Etihad Stadium e Juventus Stadium).
| #  | Stadio             | Nome Reale         | Luogo       | Bandiera               | Squadra                     |
| -- | ------------------ | ------------------ | ----------- | ---------------------- | --------------------------- |
| 1  | Allianz Arena      | Allianz Arena      | Germania    | Germania (bandiera)    | Bayern Monaco Monaco 1860   |
| 2  | HSH Nordbank Arena | HSH Nordbank Arena | Germania    | Germania (bandiera)    | Amburgo                     |
| 3  | Olympiastadion     | Olympiastadion     | Germania    | Germania (bandiera)    | Hertha Berlino Germania     |
| 4  | Signal Iduna Park  | Signal Iduna Park  | Germania    | Germania (bandiera)    | Borussia Dortmund           |
| 5  | Veltins Arena      | Veltins-Arena      | Germania    | Germania (bandiera)    | Schalke 04                  |
| 6  | Anfield            | Anfield            | Inghilterra | Inghilterra (bandiera) | Liverpool                   |
| 7  | Emirates Stadium   | Emirates Stadium   | Inghilterra | Inghilterra (bandiera) | Arsenal                     |
| 8  | Etihad Stadium     | Etihad Stadium     | Inghilterra | Inghilterra (bandiera) | Manchester City             |
| 9  | Old Trafford       | Old Trafford       | Inghilterra | Inghilterra (bandiera) | Manchester Utd              |
| 10 | St James' Park     | St James' Park     | Inghilterra | Inghilterra (bandiera) | Newcastle Utd               |
| 11 | Stamford Bridge    | Stamford Bridge    | Inghilterra | Inghilterra (bandiera) | Chelsea                     |
| 12 | Wembley            | Wembley            | Inghilterra | Inghilterra (bandiera) | Inghilterra                 |
| 13 | Camp Nou           | Camp Nou           | Spagna      | Spagna (bandiera)      | Barcellona                  |
| 14 | Santiago Bernabéu  | Santiago Bernabéu  | Spagna      | Spagna (bandiera)      | Real Madrid                 |
| 15 | Mestalla           | Mestalla           | Spagna      | Spagna (bandiera)      | Valencia Spagna             |
| 16 | Vicente Calderón   | Vicente Calderón   | Spagna      | Spagna (bandiera)      | Atlético Madrid             |
| 17 | Juventus           | Juventus Stadium   | Italia      | Italia (bandiera)      | Juventus                    |
| 18 | San Siro           | Giuseppe Meazza    | Italia      | Italia (bandiera)      | Milan Inter                 |
| 19 | Stadio Olimpico    | Olimpico           | Italia      | Italia (bandiera)      | Roma Lazio Italia           |
| 20 | Parc des Princes   | Parc des Princes   | Francia     | Francia (bandiera)     | Paris Saint-Germain Francia |
| 21 | Stade de Gerland   | Stade de Gerland   | Francia     | Francia (bandiera)     | Olympique Lione             |
| 22 | Stade Vélodrome    | Stade Vélodrome    | Francia     | Francia (bandiera)     | Olympique Marsiglia         |
| 23 | BC Place Stadium   | BC Place Stadium   | Canada      | Canada (bandiera)      | Vancouver Whitecaps         |
| 24 | Azteca             | Azteca             | Messico     | Messico (bandiera)     | América Messico             |
| 25 | Amsterdam Arena    | Amsterdam Arena    | Paesi Bassi | Paesi Bassi (bandiera) | Ajax Paesi Bassi            |

### Stadi generici
In FIFA 12 sono presenti 32 stadi generici, 1 in più di FIFA 11 (British Modern).
| - Akaaroa Stadium - Aloha Park - Arena D'oro - British Modern - Century Park Arena - Court Lane - Crown Lane - Eastpoint Arena - El Bombastic - El Medio - El Reducto - Estadio de las Artes - Estadio del Pueblo - Estadio Latino - Estadio Presidente G.Lopez - Euro Park |  | - Forest Park Stadium - Ivy Lane - O Dromo - Olimpico Arena - Prateistvi Arena - Serie C2 Europa - Stade Kokoto - Stade Municipal - Stadio FIWC - Stadion 23. Maj - Stadion Europa - Stadion Hanguk - Stadion Neder - Stadion Olympic - Town Park - Union Park Stadium - Stadio FL2 - Stadio chiuso - Stadio moderno - Stadio olimpionico - Stadio ovale - Stadio quadrilatero - FLC inglese - Moderno Europa - Moderno Sud America - Serie C1 Europa |

## Colonna sonora
La colonna sonora di FIFA 12 contiene 43 canzoni di artisti provenienti da ben 18 diversi paesi. La colonna sonora è stata annunciata il 12 settembre 2011.
- Alex Metric & Steve Angello - Open Your Eyes
- All Mankind - Break the Spell
- Architecture in Helsinki - Escapee
- Bloco Bleque/Gabriel 'O Pensador - So Tem Jogador
- Chase & Status - No Problem
- Crystal Castles & Robert Smith - Not in Love
- CSS - Hits Me Like a Rock
- Cut Copy - Where I'm Going
- Deftones - Rosemary
- Digitalism - Circles
- DJ Raff - Latino & Proud
- El Guincho - Bombay (Fresh Touch Dub Mix)
- Empresarios - Sabor Tropical
- Foster the People - Call It What You Want
- Givers - Up Up Up
- Glasvegas - The World Is Yours
- Graffiti6 - Stare Into the Sun
- Grouplove - Colours
- Japanese Popstars & Green Velvet - Let Go
- Kasabian - Switchblade Smiles
- La Vida Boheme - El Buen Savaje
- Lamb of God - Ghost Walking
- Little Dragon - NightLight
- Macaco - Una Sola Voz
- Marteria & Yasha - Verstrahlt
- Monarchy - The Phoenix Alive (Kris Menace Remix)
- Pint Shot Riot - Twisted Soul
- Portugal. The Man - Got It All (This Can't Be Living Now)
- Rock Mafia - The Big Bang
- Spank Rock - Energy
- System of a Down - Innervision
- The Chain Gang of 1974 - Hold On
- The Hives - Thousand Answers
- The Medics - City
- The Naked & Famous - Punching In A Dream
- The Prodigy -  Poison
- The Strokes - Machu Picchu
- The Ting Tings - Hands
- The Vaccines - Wreckin' Bar (Ra Ra Ra)
- Thievery Corporation - Stargazer
- Tittsworth & Alvin Risk Vs. Maluca - La Campana
- TV on the Radio - Will Do
- Tying Tiffany - Drownin'

## Accoglienza
FIFA 12, secondo il sito americano Metacritic, ha totalizzato la media voti di 89/100 per la versione PC e 90/100 per le versioni PS3 e Xbox 360 e secondo i fan, ad oggi è considerato il migliore della saga.
La rivista Play Generation diede alla versione per PlayStation 3 un punteggio di 94/100, apprezzando il sistema di gioco realistico e pulito, il sonoro, le opzioni e l'online ottimi e come contro l'espressività dei giocatori non era ancora perfetta e tanti non erano molto somiglianti alle loro controparti reali, finendo per trovarlo un titolo che per qualità di opzioni, sistema di gioco e comparto tecnico, era il miglior simulatore calcistico in circolazione. L'edizione per PlayStation Portable ricevette un 71/100, apprezzando il numero elevatissimo di licenze e la buona varietà di modalità di gioco e come contro la realizzazione tecnica e la struttura di gioco che non presentavano particolari innovazioni, finendo per trovarlo poco più di un aggiornamento dell'edizione 2011 a prezzo pieno, consigliandolo soli ai fanatici delle licenze. La stessa testata lo classificò come uno dei quattro migliori giochi usciti prima dell'autunno 2011.